# Vaudeville (Meurthe y Mosela)
 Vaudeville  es una población y comuna francesa, en la región de Lorena, departamento de Meurthe y Mosela, en el distrito de Nancy y cantón de Haroué.

## Geografía
El río Madon pasa por la población.

## Demografía
| 187 | 182 | 145 | 158 | 151 | 172 |
| Para los censos de 1962 a 1999 la población legal corresponde a la población sin duplicidades (Fuente: INSEE [Consultar]) |     |     |     |     |     |